# インディアナポリス500

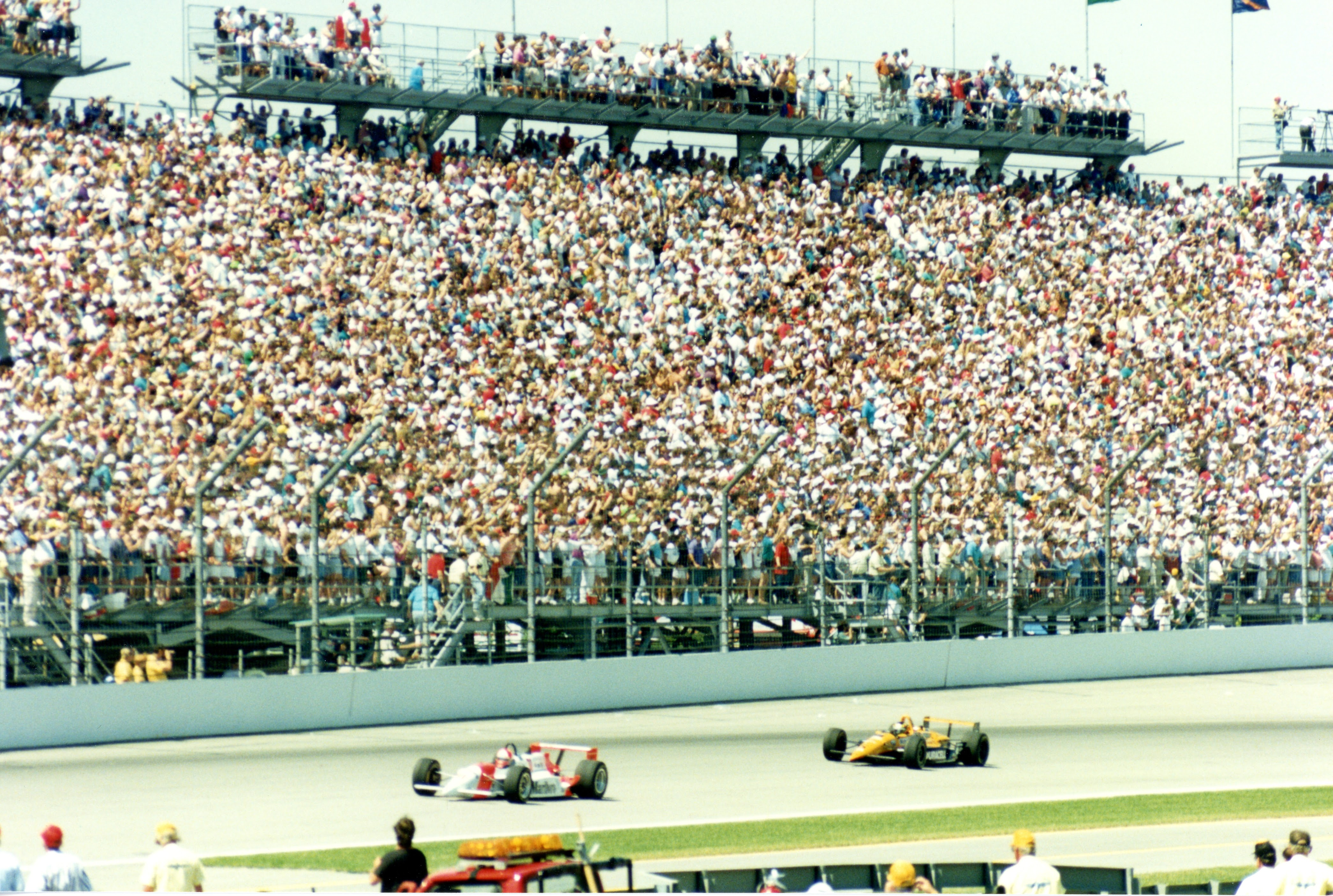
Indy 500（1994年）

インディアナポリス500 (Indianapolis 500) は、アメリカ合衆国インディアナ州インディアナポリス市近郊のスピードウェイにあるインディアナポリス・モーター・スピードウェイで毎年5月に開催されるアメリカンモータースポーツイベントである。略称のインディ500 (Indy 500) で呼ばれることもある。

## 概要

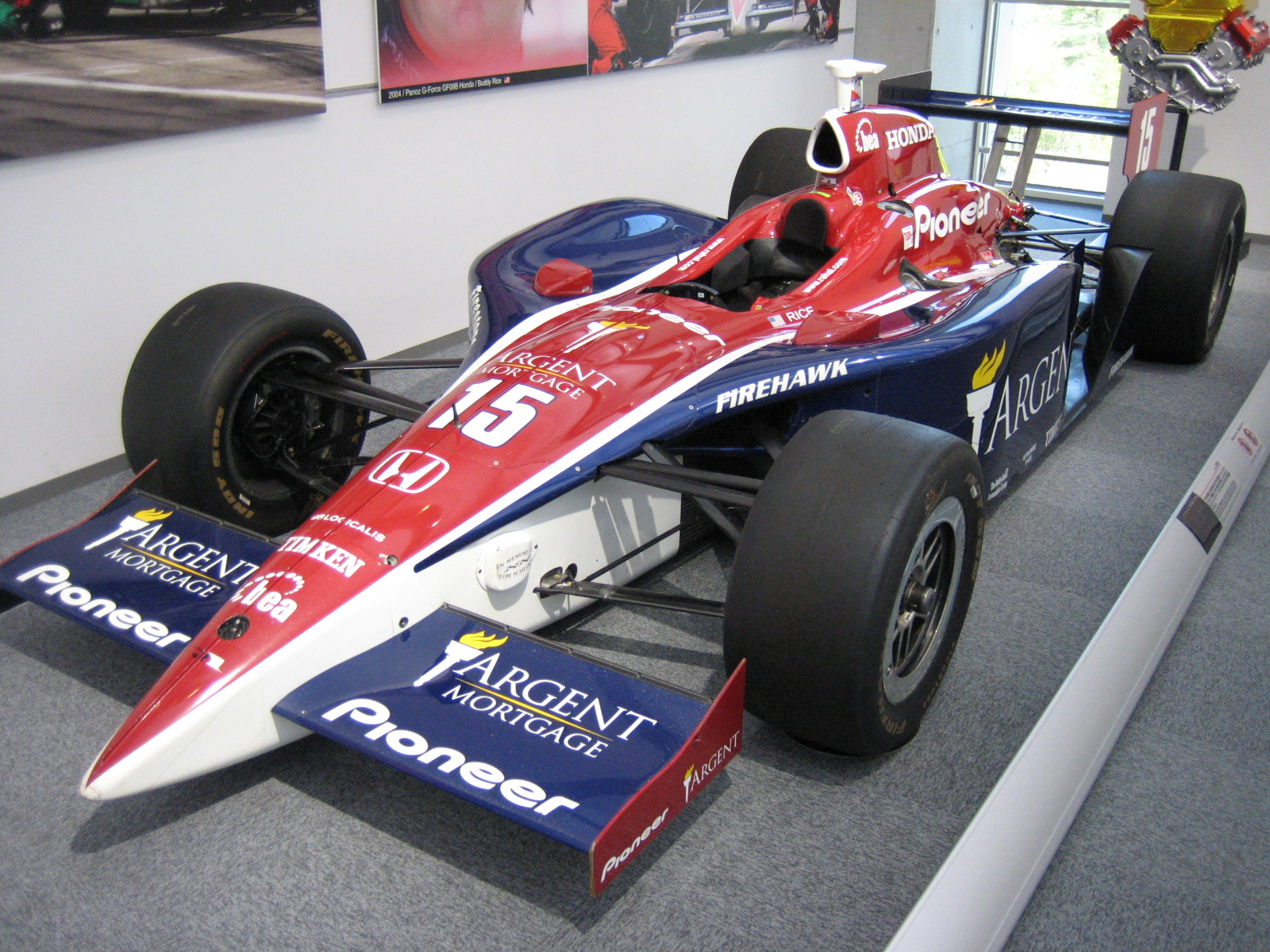
Panoz G-Force GF09B
（2004年優勝のバディ・ライスのマシン）

インディ500の決勝レースは毎年5月最終月曜日・メモリアルデーの前日の日曜日、すなわち5月24日から30日までの日曜日に開催される。インディアナポリス・モーター・スピードウェイのオーバルトラック1周2.5マイル (約4.023 km) を200周、走行距離500マイル (805 km)で争う。第1回開催は1911年。モナコグランプリ、ル・マン24時間レースと並び世界3大レースのひとつに数えられる。近年はモナコGPと同日に開催されることが多くなっていたが、日程が重なることを避けるため、2026年からモナコGPは6月の最初の週末に開催されることとなった。

### 世界最速の周回レース
インディ500の周回平均速度は予選で362 km/h、決勝でも354 km/hを超える。これは同じマシンでレースが行われるインディカー・シリーズの中ではもちろん、世界の周回レースカテゴリーの中でも最も速い。また、最高速度は380 km/hに達する。これはF1の瞬間最高速度記録 (372.4 km/h) を上回り、これより速いカテゴリーはドラッグレース (NHRAトップフューエルクラスで 520 km/h超) のような非周回レースに限られる。また、最高速だけであれば一部のプロトタイプカーが400 km/hを超えたこともあった。33台のマシンがテール・トゥー・ノーズ、サイド・バイ・サイドで競り合い、ドラフティング（スリップストリーム）を駆使してオーバーテイクするアメリカンモータースポーツの典型とも言える展開が広がる。

### 選手権としての位置付け
1950年から1960年までは世界選手権という体裁を整えるためにF1の一戦として組み込まれていた。しかしF1ドライバーの参戦は少なく、ほとんど名目上のものであった。1996年以降はインディカー・シリーズの最大イベントレースとして組み込まれている。
普段のインディカーレースが平均して50万人程度の視聴者数なのに対し、インディ500は500万人以上がTV観戦するほど注目度は高い。現地でも、普段は空席の目立つオーバルに40万人が大挙し埋め尽くす、国民的な大イベントとして存在している。
2014年シーズンから2022年シーズンの決勝レースでは順位に応じて通常与えられるポイントの2倍が与えられていた。

### 車両
1960年代までのインディ500は、様々なエンジン形式、駆動方式が参加可能であった。1952年にポールポジションを獲得したターボディーゼルエンジン搭載のカミンズ・ディーゼル・スペシャルや1967年と1968年に登場したガスタービンエンジン搭載車が有名である。
CARTやインディカー・シリーズなどのオープンホイールレース選手権の1戦に組み込まれるようになると、参戦車両は選手権のレギュレーションに対応したものに変わった。インディ500では「スーパースピードウェイ・パッケージ」と呼ばれる高速オーバル用のエアロパーツが取り付けられる。これは前後共に一枚板構造(シングルエレメント)を持ち、空気抵抗を最小限に抑えることで超高速走行を実現している。

### 危険性
速度域の高さや接戦の多さから、レース中には事故（クラッシュ）もたびたび発生している。レーシングマシンの安全性が低かった時代には何度か死亡事故も発生しているが、2021年現在、1996年のスコット・ブレイトンがインディ500のレーススケジュール中に起きたものでは最後の死亡事故となっている。詳細はインディアナポリス・モーター・スピードウェイでの死亡事故一覧を参照。

### 伝統
小さなサポートイベントなどを含めると約2週間にわたって行なわれること、予選グリッドの決め方が独特であることや、レース優勝者には牛乳が与えられるなど（下述）、他のレースと異なる「伝統」を持ったレースである。また、準優勝者（二位）には「最も速かった敗者」、初参戦のドライバーで最も活躍した者（基本的には最上位を獲得した者だが、2017年のように途中何度も1位に立ったがリタイアした選手に贈られる場合もある。）には「ルーキー・オブ・ザ・イヤー」の称号が与えられる。また、決勝の順位ごとに賞金が与えられるほか、「決勝1周目をトップで通過したドライバー」、「最後に予選を通過したドライバー」など、さまざまなケースのボーナス賞金がある。

### ボルグワーナー・トロフィー
インディ500の優勝トロフィーとして「ボルグワーナー・トロフィー」がある。このスターリングシルバー製トロフィーのチェッカーフラッグ状の壁面にはインディ500の歴代優勝者全員の顔を立体的にかたどったレリーフが埋め込まれ、それぞれ下のブロックに優勝者の氏名・開催年・優勝者の決勝レースにおける平均速度（マイル毎時 (mph)）が刻まれている。トロフィーという名称ではあるが優勝者が持ち回りで所有できるわけではなく、また約153ポンド (69.4 kg) という重さのため持ち上げることもできない。普段はIMS内のミュージアムに展示されていて、インディ500決勝日にヴィクトリーレーンに飾られるモニュメント的な存在である。インディ500優勝者にはトロフィーの壁面に自分の顔のレリーフを埋め込む権利、決勝レースの翌日にトロフィーと一緒に写真を撮る権利が与えられ、後日ボルグワーナー・トロフィーを模したミニトロフィーが授与される（こちらは永久保持が可能）。1935年に制作されてから82年間、アメリカ国外に出たことがなかったが、2017年に佐藤琢磨が優勝したことを記念した日本での凱旋ツアーのために史上初めて国外に出ることとなった。

## 大会日程
インディ500は5月中旬に開幕し、練習走行・予選・決勝レースなどのレースプログラムと、サイン会やパレードなどの観客向けイベントが約3週間に渡って開催される。期間中にはインディカー・シリーズの公式戦である「グランプリ・オブ・インディアナポリス」やインディ・ライツの「フリーダム100」といったレースイベントも開催される。以下は例年行われるレース関連行事である。

### ルーキー・オリエンテーション・プログラム (ROP)
いわゆるルーキーテストのことで、4月中旬または下旬に行われるオープンテスト初日に行われるが、ここでクリアできなかった選手やオープンテスト以後にエントリーした選手向けにレーススケジュール中のプラクティス初日の最初にも行われる場合がある。初出場のドライバーや丸1年以上オーバルでのレースに出場していないドライバー(「リフレッシャー」と呼ばれる)が対象となっていて、これに合格しないとインディ500への出走が認められない。インディ500では常に350 km/h (217 mph) 以上の巡航速度でレースが進むため、極端に遅いマシンはレースの妨げになり大変危険である。そこでコースレイアウトに慣れることと、安定したペースで周回を重ねられるようになることが主な到達目標に据えられている。細かい部分は年によって異なるが、目標となる平均速度毎にいくつかの「フェーズ」が用意され、それらを1つずつクリアしていく方式がとられる。

### 練習走行
5月第3週の火曜日から金曜日に行われる自由練習期間。前半は概ねマシンセッティングの確認が行われる。後半は予選に向けたハイペース走行や、決勝を意識したスリップストリームを使う練習が行われる。特に最終日の金曜日は"ファストフライデー"と呼ばれ、この日のトップタイムを記録したドライバーには賞金が贈られる。

### 予選
5月第3週の土曜日、及び翌日曜日の2日間で行われる(2001-2009年などは4日間)。複雑な方式によって行われるため、それについては下記の予選方式にて解説する。

### カーブ・デイ
決勝レース2日前、金曜日 (2004年までは木曜日) 午前に1時間だけ行われる最終練習。予選を通過した33台すべてが決勝レース用のセッティングを施してコースに入り、ドラフティングを利用しながらレースを想定した練習走行をする。カーブ・デイとはカーブレーション・デイの略であり、かつて決勝レースの前にカーブレーター＝キャブレターを調整できる最後の時間であったためにこの名がついた。また、この日の正午過ぎにフリーダム100が開始される。午後には一部のドライバーと担当ピットクルーがピット作業の速さを競う「ピットストップ・コンテスト」が行なわれる。

## 予選方式
インディ500の予選方式は何度か変更されているが、2024年現在はおおむね以下の方式によって行われている。

### 基本事項
- 予選通過枠は33台、スターティンググリッドは3台✕11列。
- 予選1日目を土曜日、2日目を日曜日に行う。
- ドライバーは1回の計測（アテンプト）で4周走行し、その平均速度で順位が決定される。
- 予選2日目が雨のためセッションが行われない場合は順延されず、1日目の上位12台の順位で確定するが、ラストチャンス・クオリファイは翌日以降に順延される。

#### ドライバー交代
インディ500では、予選と決勝でドライバーを交代させることができる。これは、予選が「決勝に進出するドライバーではなくマシンを選ぶ」という理念に基づくものであることによる。1960年代までのようにヨーロッパのF1選手権シリーズとの間での人的交流が盛んだった時代には、このシステムを利用して「予選を通過したマシン」に決勝だけ乗り込むF1ドライバーも稀ではなかった。ただし、ドライバー交代が行われたシャシーは最後尾グリッドへ降格する。2台以上の交代があった場合、選手権ポイントが少ない方が最後尾につく。

### 予選1日目
予選1日目でまず30番手までの決勝進出者が決定する。エントリーする全ての選手が最低1回のアテンプトを行い、その暫定順位によって以下のように振り分けられる。
- 1番手 - 12番手：予選通過、2日目のトップ12・クオリファイへ
- 13番手 - 30番手：予選通過、及び予選順位確定
- 31番手以下：2日目のラストチャンス・クオリファイへ

1日目は予選時間中であれば、回数に制限なくアテンプトを行える。1回目は前日のくじ引きにより決まった順番にアテンプトする。2回目以降のアテンプトに臨む際は、直前に記録されたタイムを取り消すか残すかを選択できるが、取り消した選手が優先的に出走でき、取り消して再アテンプトする選手がいない場合に限り、取り消さない選手の再アテンプトが可能となる。
なお、エントリーが33台以下で予選落ちが発生しない場合は、1日目で予選13番手〜33番手の予選順位が確定し、予選2日目の「ラストチャンス・クオリファイ」は行われない。

### 予選2日目（ポール・デイ）
予選2日目は、3つのセッションが行われる。予選2日目に参加する選手は前日の記録はすべてリセットされる（暫定順位は保存される）ため、再びアテンプトを行う必要がある。なお予選上位12台には、この日に確定した順位をもとに選手権ポイントが与えられる。
- トップ12・クオリファイ
  - 前日の予選1番手から12番手の選手を対象に、順位の低い選手から1度だけアテンプトを行い、上位6台がファスト6へ進出。7番手 - 12番手の選手は予選順位が確定する。
- ラストチャンス・クオリファイ
  - 31番手から33番手のスターティンググリッドを確定させるセッションが行われる。予選1日目の暫定予選において31番手以下だった選手を対象に、1巡目は金曜日のくじ引きの早い順に1度アテンプトを行い、その後は制限時間中であれば先着順に再アテンプトが可能。だがその場合、直前に出した記録は取り消される。最終的に平均速度が速い順位で31番手 - 33番手（参加者の中で上位3台）の選手が予選を通過し、34番手以下は予選落ちとなる。なお、前日30番手以上の選手より速い記録を出しても、31番手以下からのスタートとなる。
- ファスト6
  - ファスト6ではポールポジションから6番手までのスターティンググリッドが確定する。トップ12・クオリファイにおいて1番手から6番手の選手を対象に、順位の低い選手から1度だけアテンプトを行う。

## 歴代優勝者
| 回                                                     | 年     | 優勝者                             | 車体 / エンジン                       | チーム / オーナー                                                    | レース距離 （マイル） | 平均時速 （マイル毎時（mph）） |
| ------------------------------------------------------ | ------ | ---------------------------------- | ------------------------------------- | -------------------------------------------------------------------- | --------------------- | ------------------------------ |
| 1                                                      | 1911年 | レイ・ハルーン                     | マーモン                              | マーモン                                                             | 500                   | 74.602                         |
| 2                                                      | 1912年 | ジョー・ドーソン                   | ナショナル                            | ナショナル・モーター・ビークル                                       | 500                   | 78.719                         |
| 3                                                      | 1913年 | ジュール・グー                     | プジョー                              | プジョー                                                             | 500                   | 75.933                         |
| 4                                                      | 1914年 | ルネ・トーマ                       | ドラージュ                            | ドラージュ                                                           | 500                   | 82.474                         |
| 5                                                      | 1915年 | ラルフ・デパルマ                   | メルセデス                            | E.C.パターソン                                                       | 500                   | 89.840                         |
| 6                                                      | 1916年 | ダリオ・レスタ                     | プジョー                              | プジョー                                                             | 300                   | 84.001                         |
| 1917年・1918年: 第一次世界大戦の影響により開催されず   |        |                                    |                                       |                                                                      |                       |                                |
| 7                                                      | 1919年 | ハウディ・ウィルコックス           | プジョー                              | I.M.S・コーポレーション                                              | 500                   | 88.050                         |
| 8                                                      | 1920年 | ガストン・シボレー                 | フロンテナック                        | ウィリアム・スモール・カンパニー                                     | 500                   | 88.618                         |
| 9                                                      | 1921年 | トミー・ミルトン                   | フロンテナック                        | ルイ・シボレー                                                       | 500                   | 89.621                         |
| 10                                                     | 1922年 | ジミー・マーフィー                 | デューセンバーグ・ミラー              | ジミー・マーフィー                                                   | 500                   | 94.484                         |
| 11                                                     | 1923年 | トミー・ミルトン                   | ミラー                                | H.C.S.モーターカンパニー                                             | 500                   | 90.545                         |
| 12                                                     | 1924年 | ローラ・L・コラム ジョー・ボイヤー | デューセンバーグ                      | デューセンバーグ                                                     | 500                   | 98.545                         |
| 13                                                     | 1925年 | ピーター・デパオロ                 | デューセンバーグ                      | デューセンバーグ                                                     | 500                   | 101.127                        |
| 14                                                     | 1926年 | フランク・ロックハート             | ミラー                                | ピーター・クライス                                                   | 400（雨）             | 95.904                         |
| 15                                                     | 1927年 | ジョージ・サウダース               | デューセンバーグ                      | ウィリアム・S・ホワイト                                              | 500                   | 97.545                         |
| 16                                                     | 1928年 | ルイス・メイヤー                   | ミラー                                | アルデン・サンプソン2世                                              | 500                   | 99.904                         |
| 17                                                     | 1929年 | レイ・キーチ                       | ミラー                                | M.A.ヤーグル                                                         | 500                   | 97.585                         |
| 18                                                     | 1930年 | ビリー・アーノルド                 | サマーズ・ミラー                      | ハリー・ハルツ                                                       | 500                   | 100.448                        |
| 19                                                     | 1931年 | ルー・シュナイダー                 | スティーブンス・ミラー                | B. L. シュナイダー                                                   | 500                   | 96.629                         |
| 20                                                     | 1932年 | フレッド・フレイム                 | ウェッタロス・ミラー                  | ハリー・ハルツ                                                       | 500                   | 104.144                        |
| 21                                                     | 1933年 | ルイス・メイヤー                   | ミラー                                | ルイス・メイヤー                                                     | 500                   | 104.162                        |
| 22                                                     | 1934年 | ビル・カミングズ                   | ミラー                                | H.C.ヘニング                                                         | 500                   | 104.863                        |
| 23                                                     | 1935年 | ケリー・ペティロ                   | ウェッタロス・オッフェンハウザー      | ケリー・ペテイロ                                                     | 500                   | 106.240                        |
| 24                                                     | 1936年 | ルイス・メイヤー                   | スティーブンス・ミラー                | ルイス・メイヤー                                                     | 500                   | 109.069                        |
| 25                                                     | 1937年 | ウィルバー・ショウ                 | ショウ・オッフェンハウザー            | ウィルバー・ショウ                                                   | 500                   | 113.580                        |
| 26                                                     | 1938年 | フロイド・ロバーツ                 | ウェッタロス・ミラー                  | ロウ・ムーア                                                         | 500                   | 117.200                        |
| 27                                                     | 1939年 | ウィルバー・ショウ                 | マセラティ                            | ボイル・レーシング                                                   | 500                   | 115.035                        |
| 28                                                     | 1940年 | ウィルバー・ショウ                 | マセラティ                            | ボイル・レーシング                                                   | 500                   | 114.277                        |
| 29                                                     | 1941年 | フロイド・デイビス マウリ・ローズ  | ウェッタロス・オッフェンハウザー      | ロウ・ムーア                                                         | 500                   | 115.117                        |
| 1942年～1945年: 第二次世界大戦の影響により開催されず。 |        |                                    |                                       |                                                                      |                       |                                |
| 30                                                     | 1946年 | ジョージ・ロブソン                 | アダムス・スパークス                  | ソーン・エンジニアリング                                             | 500                   | 114.820                        |
| 31                                                     | 1947年 | マウリ・ローズ                     | デート・オッフェンハウザー            | ロウ・ムーア                                                         | 500                   | 116.338                        |
| 32                                                     | 1948年 | マウリ・ローズ                     | デート・オッフェンハウザー            | ロウ・ムーア                                                         | 500                   | 119.814                        |
| 33                                                     | 1949年 | ビル・ホランド                     | デート・オッフェンハウザー            | ロウ・ムーア                                                         | 500                   | 121.327                        |
| 34                                                     | 1950年 | ジョニー・パーソンズ               | カーティス・オッフェンハウザー        | カーティス                                                           | 345（雨）             | 124.002                        |
| 35                                                     | 1951年 | リー・ワラード                     | カーティス・オッフェンハウザー        | ミュレル・ベランガー                                                 | 500                   | 126.244                        |
| 36                                                     | 1952年 | トロイ・ラットマン                 | クズマ・オッフェンハウザー            | クリストファー・J.C.アガジャニアン                                   | 500                   | 128.922                        |
| 37                                                     | 1953年 | ビル・ブコビッチ                   | カーティス・オッフェンハウザー        | ハワード・ケック                                                     | 500                   | 128.740                        |
| 38                                                     | 1954年 | ビル・ブコビッチ                   | カーティス・オッフェンハウザー        | ハワード・ケック                                                     | 500                   | 130.840                        |
| 39                                                     | 1955年 | ボブ・スウェイカート               | カーティス・オッフェンハウザー        | ジョン・ジンク                                                       | 500                   | 128.209                        |
| 40                                                     | 1956年 | パット・フラハーティ               | ワトソン・オッフェンハウザー          | ジョン・ジンク                                                       | 500                   | 128.490                        |
| 41                                                     | 1957年 | サム・ハンクス                     | エパリー・オッフェンハウザー          | ジョージ・サリー                                                     | 500                   | 135.601                        |
| 42                                                     | 1958年 | ジミー・ブライアン                 | エパリー・オッフェンハウザー          | ジョージ・サリー                                                     | 500                   | 133.719                        |
| 43                                                     | 1959年 | ロジャー・ウォード                 | ワトソン・オッフェンハウザー          | リーダー・カーズ                                                     | 500                   | 135.875                        |
| 44                                                     | 1960年 | ジム・ラスマン                     | ワトソン・オッフェンハウザー          | ケン-ポール                                                          | 500                   | 138.767                        |
| 45                                                     | 1961年 | A.J.フォイト                       | ワトソン・オッフェンハウザー          | ビッグノッティ-ボウェス・レーシング                                  | 500                   | 139.130                        |
| 46                                                     | 1962年 | ロジャー・ウォード                 | ワトソン・オッフェンハウザー          | リーダー・カーズ                                                     | 500                   | 140.293                        |
| 47                                                     | 1963年 | パーネリー・ジョーンズ             | ワトソン・オッフェンハウザー          | クリストファー・J.C.アガジャニアン                                   | 500                   | 143.137                        |
| 48                                                     | 1964年 | A.J.フォイト                       | ワトソン・オッフェンハウザー          | アンステッド-トンプソン・レーシング                                  | 500                   | 147.350                        |
| 49                                                     | 1965年 | ジム・クラーク                     | ロータス・フォード                    | チーム・ロータス                                                     | 500                   | 150.686                        |
| 50                                                     | 1966年 | グラハム・ヒル                     | ローラ・フォード                      | メコン・レーシングチーム                                             | 500                   | 144.137                        |
| 51                                                     | 1967年 | A.J.フォイト                       | コヨーテ・フォード                    | アンステッド-トンプソン・レーシング                                  | 500                   | 151.207                        |
| 52                                                     | 1968年 | ボビー・アンサー                   | イーグル・オッフェンハウザー          | リーダー・カーズ                                                     | 500                   | 152.882                        |
| 53                                                     | 1969年 | マリオ・アンドレッティ             | ブラウナー・ホーク・フォード          | STP                                                                  | 500                   | 156.867                        |
| 54                                                     | 1970年 | アル・アンサー                     | PJコルト・フォード                    | ヴェルズ・パーネリ・ジョーンズ・レーシング                           | 500                   | 155.749                        |
| 55                                                     | 1971年 | アル・アンサー                     | PJコルト・フォード                    | ヴェルズ・パーネリ・ジョーンズ・レーシング                           | 500                   | 157.735                        |
| 56                                                     | 1972年 | マーク・ダナヒュー                 | マクラーレン・オッフェンハウザー      | ペンスキー・レーシング                                               | 500                   | 162.692                        |
| 57                                                     | 1973年 | ゴードン・ジョンコック             | イーグル・オッフェンハウザー          | オール・アメリカン・レーサーズ                                       | 332.5（雨）           | 159.063                        |
| 58                                                     | 1974年 | ジョニー・ラザフォード             | マクラーレン・オッフェンハウザー      | マクラーレン                                                         | 500                   | 158.589                        |
| 59                                                     | 1975年 | ボビー・アンサー                   | イーグル・オッフェンハウザー          | A.J.フォイト・エンタープライズ                                       | 500                   | 161.331                        |
| 60                                                     | 1976年 | ジョニー・ラザフォード             | マクラーレン・オッフェンハウザー      | マクラーレン                                                         | 255（雨）             | 148.725                        |
| 61                                                     | 1977年 | A.J.フォイト                       | コヨーテ・フォイト                    | A.J.フォイト・エンタープライズ                                       | 500                   | 161.331                        |
| 62                                                     | 1978年 | アル・アンサー                     | ローラ・コスワース                    | シャパラル・レーシング                                               | 500                   | 161.363                        |
| 63                                                     | 1979年 | リック・メアーズ                   | ペンスキー・コスワース                | ペンスキー                                                           | 500                   | 158.899                        |
| 64                                                     | 1980年 | ジョニー・ラザフォード             | シャパラル・コスワース                | シャパラル・レーシング                                               | 500                   | 142.862                        |
| 65                                                     | 1981年 | ボビー・アンサー                   | ペンスキー・コスワース                | ペンスキー・レーシング                                               | 500                   | 139.084                        |
| 66                                                     | 1982年 | ゴードン・ジョンコック             | ワイルドキャット・コスワース          | STP・パトリック・レーシング                                          | 500                   | 162.029                        |
| 67                                                     | 1983年 | トム・スニーバ                     | マーチ・コスワース                    | ビッグノッティ-コッター                                              | 500                   | 162.117                        |
| 68                                                     | 1984年 | リック・メアーズ                   | マーチ・コスワース                    | ペンスキー                                                           | 500                   | 163.612                        |
| 69                                                     | 1985年 | ダニー・サリバン                   | マーチ・コスワース                    | ペンスキー                                                           | 500                   | 152.982                        |
| 70                                                     | 1986年 | ボビー・レイホール                 | マーチ・コスワース                    | トゥルースポーツ                                                     | 500                   | 170.722                        |
| 71                                                     | 1987年 | アル・アンサー                     | マーチ・コスワース                    | ペンスキー                                                           | 500                   | 162.175                        |
| 72                                                     | 1988年 | リック・メアーズ                   | ペンスキー・シボレー                  | ペンスキー                                                           | 500                   | 144.809                        |
| 73                                                     | 1989年 | エマーソン・フィッティパルディ     | ペンスキー・シボレー                  | パトリック・レーシング                                               | 500                   | 167.581                        |
| 74                                                     | 1990年 | アリー・ルイエンダイク             | ローラ・シボレー                      | ダグ・シアソン・レーシング                                           | 500                   | 185.981                        |
| 75                                                     | 1991年 | リック・メアーズ                   | ペンスキー・シボレー                  | ペンスキー                                                           | 500                   | 176.457                        |
| 76                                                     | 1992年 | アル・アンサーJr.                  | ギャルマー・シボレー                  | ギャレス・クラコ・レーシング                                         | 500                   | 134.477                        |
| 77                                                     | 1993年 | エマーソン・フィッティパルディ     | ペンスキー・シボレー                  | ペンスキー                                                           | 500                   | 157.207                        |
| 78                                                     | 1994年 | アル・アンサーJr.                  | ペンスキー・メルセデス                | ペンスキー                                                           | 500                   | 160.872                        |
| 79                                                     | 1995年 | ジャック・ヴィルヌーヴ             | レイナード・フォード                  | チーム・グリーン                                                     | 500                   | 153.616                        |
| 80                                                     | 1996年 | バディ・ラジアー                   | レイナード・フォード                  | ヘメルガーン・レーシング                                             | 500                   | 147.956                        |
| 81                                                     | 1997年 | アリー・ルイエンダイク             | Gフォース・オーロラ（オールズモビル） | トレッドウェイ・レーシング                                           | 500                   | 145.827                        |
| 82                                                     | 1998年 | エディ・チーバーJr.                | ダラーラ・オーロラ                    | チーバー・レーシング                                                 | 500                   | 145.155                        |
| 83                                                     | 1999年 | ケニー・ブラック                   | ダラーラ・オーロラ                    | A.J.フォイト・エンタープライズ                                       | 500                   | 153.176                        |
| 84                                                     | 2000年 | ファン・パブロ・モントーヤ         | Gフォース・オーロラ                   | チップ・ガナッシ・レーシング                                         | 500                   | 167.607                        |
| 85                                                     | 2001年 | エリオ・カストロネベス             | ダラーラ・オーロラ                    | ペンスキー                                                           | 500                   | 153.601                        |
| 86                                                     | 2002年 | エリオ・カストロネベス             | ダラーラ・シボレー                    | ペンスキー                                                           | 500                   | 166.499                        |
| 87                                                     | 2003年 | ジル・ド・フェラン                 | パノスGフォース・トヨタ               | ペンスキー                                                           | 500                   | 156.291                        |
| 88                                                     | 2004年 | バディ・ライス                     | パノスGフォース・ホンダ               | レイホール・レターマン・レーシング                                   | 450（雨）             | 138.518                        |
| 89                                                     | 2005年 | ダン・ウェルドン                   | ダラーラ・ホンダ                      | アンドレッティ・グリーン・レーシング                                 | 500                   | 157.603                        |
| 90                                                     | 2006年 | サム・ホーニッシュJr.              | ダラーラ・ホンダ                      | ペンスキー                                                           | 500                   | 157.085                        |
| 91                                                     | 2007年 | ダリオ・フランキッティ             | ダラーラ・ホンダ                      | アンドレッティ・グリーン・レーシング                                 | 415（雨）             | 151.774                        |
| 92                                                     | 2008年 | スコット・ディクソン               | ダラーラ・ホンダ                      | チップ・ガナッシ・レーシング                                         | 500                   | 143.567                        |
| 93                                                     | 2009年 | エリオ・カストロネベス             | ダラーラ・ホンダ                      | ペンスキー                                                           | 500                   | 150.318                        |
| 94                                                     | 2010年 | ダリオ・フランキッティ             | ダラーラ・ホンダ                      | チップ・ガナッシ・レーシング                                         | 500                   | 161.623                        |
| 95                                                     | 2011年 | ダン・ウェルドン                   | ダラーラ・ホンダ                      | ブライアン・ハータ・オートスポーツ                                   | 500                   | 170.265                        |
| 96                                                     | 2012年 | ダリオ・フランキッティ             | ダラーラ・ホンダ                      | チップ・ガナッシ・レーシング                                         | 500                   | 167.734                        |
| 97                                                     | 2013年 | トニー・カナーン                   | ダラーラ・シボレー                    | KVレーシング・テクノロジー                                           | 500                   | 187.433                        |
| 98                                                     | 2014年 | ライアン・ハンター＝レイ           | ダラーラ・ホンダ                      | アンドレッティ・オートスポーツ                                       | 500                   | 186.563                        |
| 99                                                     | 2015年 | ファン・パブロ・モントーヤ         | ダラーラ・シボレー                    | チーム・ペンスキー                                                   | 500                   | 161.341                        |
| 100                                                    | 2016年 | アレクサンダー・ロッシ             | ダラーラ・ホンダ                      | アンドレッティ・ハータ・オートスポーツ ウィズ カーブ・アガジャニアン | 500                   | 166.634                        |
| 101                                                    | 2017年 | 佐藤琢磨                           | ダラーラ・ホンダ                      | アンドレッティ・オートスポーツ                                       | 500                   | 155.395                        |
| 102                                                    | 2018年 | ウィル・パワー                     | ダラーラ・シボレー                    | チーム・ペンスキー                                                   | 500                   | 166.935                        |
| 103                                                    | 2019年 | サイモン・パジェノ                 | ダラーラ・シボレー                    | チーム・ペンスキー                                                   | 500                   | 175.794                        |
| 104                                                    | 2020年 | 佐藤琢磨                           | ダラーラ・ホンダ                      | レイホール・レターマン・ラニガン・レーシング                         | 500                   | 157.824                        |
| 105                                                    | 2021年 | エリオ・カストロネベス             | ダラーラ・ホンダ                      | メイヤー・シャンク・レーシング                                       | 500                   | 190.690                        |
| 106                                                    | 2022年 | マーカス・エリクソン               | ダラーラ・ホンダ                      | チップ・ガナッシ・レーシング                                         | 500                   | 175.428                        |
| 107                                                    | 2023年 | ジョセフ・ニューガーデン           | ダラーラ・シボレー                    | チーム・ペンスキー                                                   | 500                   | 168.193                        |
| 108                                                    | 2024年 | ジョセフ・ニューガーデン           | ダラーラ・シボレー                    | チーム・ペンスキー                                                   | 500                   | 167.763                        |
| 109                                                    | 2025年 | アレックス・パロウ                 | ダラーラ・ホンダ                      | チップ・ガナッシ・レーシング                                         | 500                   | 168.883                        |

1. ↑  （雨）は降雨によって途中で打ち切られたレース。
2. ↑  太字はその時点での最速記録。ただしインディ500ではフルコースコーション中も周回数が数えられるため、実際のレーシングスピードは記録を上回る。
3. 1 2 3 4 5 6 7 8 9  インディアナポリス500における「ルーキードライバー」による優勝。
4. ↑  1916年のレースはレース距離300マイルとして開催。
5. ↑  1924年のレースでは、ローラ・L・コラムがスタートさせた車をレース途中でジョー・ボイヤーが引き継いで優勝したため、両名が優勝者として扱われている。
6. ↑  1941年のレースでは、フロイド・デイビスがスタートさせた車をレース途中でマウリ・ローズが引き継いで優勝したため、両名が優勝者として扱われている。
7. 1 2  1965年のチーム・ロータスと1974年のマクラーレンは、同年にF1のコンストラクターズタイトルも獲得している。
8. ↑  2019年コロナウイルス感染症の影響により8月23日に延期し、無観客開催。
9. ↑  平均レース時速最速記録。

## 記録

### 予選速度の変遷
- 100mph台 - リーン・トーマス（104.785 mph, 1919年）
- 110mph台 - アール・クーパー（110.728 mph, 1925年）
- 120mph台 - フランク・ロックハート（120.546 mph, 1927年）
- 130mph台 - ジミー・スナイダー（130.492 mph, 1937年）
- 140mph台 - ジャック・マクグラス（141.287 mph, 1954年）
- 150mph台 - パーネリー・ジョーンズ（150.729 mph, 1962年）
- 160mph台 - ジム・クラーク（160.973 mph, 1965年）
- 170mph台 - グラハム・ヒル（171.887 mph, 1968年）
- 180mph台 - ビリー・ブコビッチ（185.797 mph, 1972年）
- 190mph台 - ボビー・アンサー（196.678 mph, 1972年）
- 200mph台 - トム・スニーヴァ（200.535 mph, 1977年）
- 210mph台 - トム・スニーヴァ（210.689 mph, 1984年）
- 220mph台 - リック・メアーズ（220.453 mph, 1988年）
- 230mph台 - ロベルト・ゲレーロ（232.618 mph, 1992年）

### レース
- 最多ポールポジション - リック・メアーズ / 6回（1979年, 1982年, 1986年, 1988年, 1989年, 1991年）
- 最高レース平均速度 - 190.690 mph（306.885 km/h） / エリオ・カストロネベス（2021年）
- 最高予選速度（1周） - 237.498 mph（382.216 km/h） / アリー・ルイエンダイク（1996年）
- 最高ファステストラップ - 236.103 mph（379.971 km/h） / エディ・チーバー（1996年）
- 最多ラップリード - 198周（3 - 200周目） / ビリー・アーノルド（1930年）
- 優勝ドライバーの最少ラップリード - 1周 / ダン・ウェルドン（2011年）
- 最多リーダー人数 - 15人（2017年, 2018年）
- 最多リードチェンジ - 68回（2013年）
- 1位と2位の最小タイム差 - 0.043秒 / 1位：アル・アンサーJr. 2位：スコット・グッドイヤー（1992年）
- 最大ポジション上昇 - 32 （38番手スタートから6位フィニッシュ） / ジーク・メイヤー（1932年）

### ドライバー
- 最年少優勝 - トロイ・ラットマン / 22歳80日（1952年）
- 最年少出走 - A・J・フォイト4世 / 19歳0日（2003年）
- 最年長優勝 - アル・アンサー / 47歳360日（1987年）
- 最年長出走 - A・J・フォイト / 57歳128日（1992年）

#### 勝利数
| 回数 | ドライバー                     | 年                     |
| ---- | ------------------------------ | ---------------------- |
| 4    | A・J・フォイト                 | 1961, 1964, 1967, 1977 |
| 4    | アル・アンサー                 | 1970, 1971, 1978, 1987 |
| 4    | リック・メアーズ               | 1979, 1984, 1988, 1991 |
| 4    | エリオ・カストロネベス         | 2001, 2002, 2009, 2021 |
| 3    | ルイス・メイヤー               | 1928, 1933, 1936       |
| 3    | ウィルバー・ショウ             | 1937, 1939, 1940       |
| 3    | マウリ・ローズ                 | 1941, 1947, 1948       |
| 3    | ジョニー・ラザフォード         | 1974, 1976, 1980       |
| 3    | ボビー・アンサー               | 1968, 1975, 1981       |
| 3    | ダリオ・フランキッティ         | 2007, 2010, 2012       |
| 2    | トミー・ミルトン               | 1921, 1923             |
| 2    | ビル・ブコビッチ               | 1953, 1954             |
| 2    | ロジャー・ウォード             | 1959, 1962             |
| 2    | ゴードン・ジョンコック         | 1973, 1982             |
| 2    | エマーソン・フィッティパルディ | 1989, 1993             |
| 2    | アル・アンサーJr.              | 1992, 1994             |
| 2    | アリー・ルイエンダイク         | 1990, 1997             |
| 2    | ダン・ウェルドン               | 2005, 2011             |
| 2    | ファン・パブロ・モントーヤ     | 2000, 2015             |
| 2    | 佐藤琢磨                       | 2017, 2020             |
| 2    | ジョセフ・ニューガーデン       | 2023, 2024             |

#### 連勝
2連勝したドライバーが6名いる（3連勝以上したドライバーは存在しない）。
- ウィルバー・ショウ（1939年・1940年）
- マウリ・ローズ（1947年・1948年）
- ビル・ブコビッチ（1953年・1954年）
- アル・アンサー（1970年・1971年）
- エリオ・カストロネベス（2001年・2002年）
- ジョセフ・ニューガーデン（2023年・2024年）

#### 他カテゴリとの間の記録
モナコグランプリ、ル・マン24時間レースと関係する記録は世界三大レースを参照のこと
アメリカ合衆国の他カテゴリと複数制覇
| ドライバー                     | インディ500優勝        | CART / インディカー・シリーズチャンピオン | デイトナ500優勝 | デイトナ24時間レース優勝 |
| ------------------------------ | ---------------------- | ----------------------------------------- | --------------- | ------------------------ |
| ジミー・ブライアン             | 1958                   | 1956, 1957                                | －              | －                       |
| ロジャー・ウォード             | 1959, 1962             | 1959, 1962                                | －              | －                       |
| A・J・フォイト                 | 1961, 1964, 1967, 1977 | 1960, 1961, 1963, 1964, 1967, 1975, 1979  | 1972            | 1983, 1985               |
| ボビー・アンサー               | 1968                   | 1968, 1974                                | －              | －                       |
| マリオ・アンドレッティ         | 1969                   | 1965, 1966, 1969, 1984                    | 1967            | 1972                     |
| アル・アンサー                 | 1970, 1971, 1978, 1987 | 1970, 1983, 1985                          | －              | 1985                     |
| マーク・ダナヒュー             | 1972                   | －                                        | －              | 1969                     |
| ゴードン・ジョンコック         | 1973, 1982             | 1976                                      | －              | －                       |
| ジョニー・ラザフォード         | 1974, 1976, 1980       | 1980                                      | －              | －                       |
| リック・メアーズ               | 1979, 1984, 1988, 1991 | 1979                                      | －              | －                       |
| トム・スニーバ                 | 1983                   | 1977, 1978                                | －              | －                       |
| ダニー・サリバン               | 1985                   | 1988                                      | －              | －                       |
| ボビー・レイホール             | 1986                   | 1986, 1987, 1992                          | －              | 1981                     |
| エマーソン・フィッティパルディ | 1989, 1993             | 1989                                      | －              | －                       |
| アル・アンサーJr.              | 1992, 1994             | 1990, 1994                                | －              | 1986, 1987               |
| ジャック・ヴィルヌーヴ         | 1995                   | 1995                                      | －              | －                       |
| バディ・ラジアー               | 1996                   | 2000（IRL）                               | －              | －                       |
| ケニー・ブラック               | 1999                   | 1998（IRL）                               | －              | －                       |
| ファン・パブロ・モントーヤ     | 2000, 2015             | 1999（CART）                              | －              | 2007, 2008, 2013         |
| ジル・ド・フェラン             | 2003                   | 2000, 2001（CART）                        | －              | －                       |
| ダン・ウェルドン               | 2005, 2011             | 2005（IRL）                               | －              | 2006                     |
| サム・ホーニッシュJr.          | 2006                   | 2001, 2002, 2006（IRL）                   | －              | －                       |
| ダリオ・フランキッティ         | 2007, 2010, 2012       | 2007（IRL） 2009, 2010, 2011              | －              | 2008                     |
| バディ・ライス                 | 2004                   | －                                        | －              | 2009                     |
| トニー・カナーン               | 2013                   | 2004（IRL）                               | －              | 2015                     |
| スコット・ディクソン           | 2008                   | 2003（IRL） 2008, 2013, 2015, 2018, 2020  | －              | 2006, 2015               |
| ライアン・ハンター＝レイ       | 2014                   | 2012                                      | －              | －                       |
| ウィル・パワー                 | 2018                   | 2014                                      | －              | －                       |
| サイモン・パジェノ             | 2019                   | 2016                                      | －              | 2022                     |
| エリオ・カストロネベス         | 2001, 2002, 2009, 2021 | －                                        | －              | 2021, 2022               |
| アレキサンダー・ロッシ         | 2016                   | －                                        | －              | 2021                     |
| ジョセフ・ニューガーデン       | 2023, 2024             | 2017, 2019                                | －              | －                       |

## ゲームソフト
日本では、1968年に関西精機製作所（Kasco）からエレメカゲームの「インディ500」がリリースされている。また、トミー(現:タカラトミー)から1997年5月23日にプレイステーション用ゲームソフトとして「Indy500」がリリース、セガからもアーケードゲームとして「インディ500」がリリースされている。

## 日本との関係
日本以外では、インディ500にアジアの国が関わった例はほとんどないため、「日本初」としている記録はたいてい「アジア初」となる。

### ドライバー
1991年のヒロ松下の初参戦以降、2017年までに計10名の日本人ドライバーが挑戦している。
- 日本人ドライバー初の完走は1991年にヒロ松下によって記録された（16位[注釈 6]）。
- 日本人ドライバー初のルーキー・オブ・ザ・イヤー（英語版）[注釈 7]は2003年に高木虎之介によって記録された（5位完走）。翌年、松浦孝亮（11位完走）もルーキー・オブ・ザ・イヤーを授与された。
- 日本人ドライバー初のリードラップは2003年に高木虎之介によって記録された（2周）。
- 日本人ドライバー初の優勝は2017年に佐藤琢磨によって記録された。
- 日本人ドライバー初のフロントローは2020年に佐藤琢磨によって記録された。
- 日本人ドライバー初の複数回優勝は2020年に佐藤琢磨によって記録された。
- 日本人ドライバーのポールポジション獲得はまだ無く、予選最上位は2025年に佐藤琢磨によって記録された2番手。

以下、参戦ドライバーと決勝順位を記載する。
|              | 1990 | 1991 | 1992 | 1993 | 1994 | 1995 | 1996 | 1997 | 1998 | 1999 | 2000 | 2001 | 2002 | 2003 | 2004 | 2005 | 2006 | 2007 | 2008 | 2009 | 2010 | 2011 | 2012 | 2013 | 2014 | 2015 | 2016 | 2017 | 2018 | 2019 | 2020 | 2021 | 2022 | 2023 | 2024 | 2025 |
| ------------ | ---- | ---- | ---- | ---- | ---- | ---- | ---- | ---- | ---- | ---- | ---- | ---- | ---- | ---- | ---- | ---- | ---- | ---- | ---- | ---- | ---- | ---- | ---- | ---- | ---- | ---- | ---- | ---- | ---- | ---- | ---- | ---- | ---- | ---- | ---- | ---- |
| ヒロ松下     | DNQ  | 16   | DNQ  | 18   | 14   | 10   |      |      |      |      |      |      |      |      |      |      |      |      |      |      |      |      |      |      |      |      |      |      |      |      |      |      |      |      |      |      |
| 桃田健史     |      |      | DNQ  |      |      |      |      |      |      |      |      |      |      |      |      |      |      |      |      |      |      |      |      |      |      |      |      |      |      |      |      |      |      |      |      |      |
| 松田秀士     |      |      |      |      | 24   | 15   | 8    |      | DNQ  | 10   | DNQ  |      |      |      |      |      |      |      |      |      |      |      |      |      |      |      |      |      |      |      |      |      |      |      |      |      |
| 服部茂章     |      |      |      |      |      |      |      |      |      |      |      | DNQ  | 20   | 30   |      |      |      |      |      |      |      |      |      |      |      |      |      |      |      |      |      |      |      |      |      |      |
| 中野信治     |      |      |      |      |      |      |      |      |      |      |      |      |      | 14   |      |      |      |      |      |      |      |      |      |      |      |      |      |      |      |      |      |      |      |      |      |      |
| 高木虎之介   |      |      |      |      |      |      |      |      |      |      |      |      |      | 5    | 19   |      |      |      |      |      |      |      |      |      |      |      |      |      |      |      |      |      |      |      |      |      |
| ロジャー安川 |      |      |      |      |      |      |      |      |      |      |      |      |      | 10   | 10   | 18   | 16   | 21   | DNQ  |      |      |      |      |      |      |      |      |      |      |      |      |      |      |      |      |      |
| 松浦孝亮     |      |      |      |      |      |      |      |      |      |      |      |      |      |      | 11   | 17   | 15   | 16   |      |      |      |      |      |      |      |      |      |      |      |      |      |      |      |      |      |      |
| 武藤英紀     |      |      |      |      |      |      |      |      |      |      |      |      |      |      |      |      |      |      | 7    | 10   | 28   |      |      |      |      |      |      |      |      |      |      |      |      |      |      |      |
| 佐藤琢磨     |      |      |      |      |      |      |      |      |      |      |      |      |      |      |      |      |      |      |      |      | 20   | 33   | 17   | 13   | 19   | 13   | 26   | 1    | 32   | 3    | 1    | 14   | 25   | 7    | 14   | 9    |

| 色と結果        |
| --------------- |
| 優勝            |
| 2位             |
| 3位             |
| 4位・5位        |
| 6位 - 10位      |
| 完走 (11位以下) |
| リタイア        |
| 予選落ち (DNQ)  |

### チーム
いずれも現地チームを母体とした提携ではあるものの、スーパーアグリが2004年～2006年に「スーパーアグリ・フェルナンデス・レーシング」、2007年に「スーパーアグリ・パンサー・レーシング」として、チーム郷が2020年に「デイル・コイン・レーシング ウィズ チームゴウ」としてそれぞれ参戦した例がある。
日本のチーム及びコンストラクターがインディ500用の車両を製作したことはない。
実現に至らなかったものとしては、1960年代のF1の一戦に含まれていた頃に、ホンダが参戦を検討していたことがある。

### サプライヤー
エンジン供給は、ホンダ（1995年、2003年以降）のほか、過去に日産自動車（1997～2002年：インフィニティ名義）とトヨタ（2003 - 2005年）が行っている。初優勝は2003年にトヨタによって記録された（ドライバーはジル・ド・フェラン / チーム・ペンスキー）。
エンジン関係では、1987年から1991年にかけてジャッドにより供給されていたエンジンは、元々はホンダがインディ500を含むCART参戦用に開発していたエンジンから発展したという経緯を持つという関係がある。
タイヤ供給は、ブリヂストンがファイアストン名義で行っている（1995年以降）。

### 日本インディ
1966年10月、神彰の呼びかけにより、当時のインディ500出走ドライバーを招聘して「日本インディー200マイルレース」（通称「日本インディ」）が富士スピードウェイで開催された。

## テレビ放送
- 日本では、地上波ではかつてTBSやテレビ朝日で全国ネット生中継、2003年からは日本テレビで後日ダイジェスト放送（関東ローカルのみ）されていたが、2012年からは放送されていない。衛星放送ではインディカー・シリーズの一戦としてGAORAが生中継している。2019年からはこのほかNHK BSで当日夜に録画中継。
- アメリカでは1965年から2018年までABCが毎年生中継を行っており、映画デルタ・フォースのテーマ曲「The Delta Force Theme」がオープニングや挿入曲として使われていた。2019年から2024年まではNBCが生中継を行う[8]。ただしインディアナポリス周辺では観戦を促進するためブラックアウトを行っている。原則として放映権を持つ系列局では夜間の中継録画となる。なお、2016・2020・2021・2024・2025年においては生中継で放送された。

## エピソード

### 優勝者は牛乳を飲む
インディ500では、優勝したドライバーは牛乳を飲むという慣習がある。1933年、ルイス・メイヤーは自身2度目の優勝を飾ったが、レース終了後にバターミルクをリクエストした。メイヤーは1936年にも自身3度目の優勝を果たし、この際もバターミルクをリクエストしたが、コップではなくボトルで手渡され、それをそのまま飲んだ。その飲んでいる写真が新聞の記事になり牛乳会社の目に止まった。それ以降優勝者には牛乳が提供されるようになった（1947年から1955年までの間を除く）。
この「ビクトリーレーンで牛乳を飲む」という行為にもスポンサー（2017年現在はインディアナ州酪農組合）がついており、仮に牛乳を飲まなかった場合や、飲むのが規定のスケジュールを外れた場合は該当スポンサーからの賞金は与えられない。
なお実際には、通常の成分無調整乳（whole milk）以外に低脂肪乳（2% fat milk）、無脂肪乳（fat-free milk）も選択できる。このため予選通過が決まったドライバーは、優勝時にどれを飲むかを事前に選択することになっており、毎年選択の結果は「Milk List」として公表される。伝統に則りバターミルクをリクエストするドライバーも少なくないが、スポンサーのインディアナ州酪農組合では「メイヤーが飲んだのは彼の母が作った伝統的なバターミルクだが、現代では同様のバターミルクは入手困難」「伝統的なバターミルクは非常に腐りやすい」の2点を理由として、このリクエストを断っている。また、今後ヴィーガンのドライバーが出走した場合に備えて、植物性ミルクが選択肢に追加される可能性も指摘されている。
この慣習に従わなかったドライバーもいる。ボビー・アンサーは1968年の優勝時にはこれを拒否したが、その後の2回の優勝時には従っている。エマーソン・フィッティパルディは1993年の優勝時に自身がブラジルでオレンジ農園を営んでいるという理由から、牛乳より先にオレンジジュースを飲んでいる。このため牛乳を飲むのが規定の時間を外れてしまいスポンサー賞金を受け取れなかったが、後でフィッティパルディが陳謝することで事は収まった。
1998年に優勝したエディ・チーバーは、表彰台において「Winner's Milk」をボトル2本分飲み干した。

### 「Back home again in Indiana」
オープニングセレモニーの終盤、スタートコマンドの直前に「Back home again in Indiana」の独唱が行われる。セレモニーにおいてアメリカ合衆国国歌よりも後に歌われるこの曲はインディアナ州の「州歌」と言えるほど有名な曲だが、1946年にジェームス・メルトンが代表を務める自動車クラブのパレードに合わせて歌ったものがセレモニー内で歌われたのが最初である。この歌が好評となり、メルトンは1947年以降も招待されてこの歌を歌うようになった。この歌が正式にスタートコマンドの直前に歌われる現在の形に決められたのは1948年のことである。以降、現在に至るまで何人もの歌手が独唱を披露してきた。
もっとも知られている歌手は、1972年から2014年までの42年間に渡り、36回歌ったカントリー歌手のジム・ネイバースである。2014年、36回目にして最後の歌唱を終えたネイバースは、マリ・ハルマン・ジョージとともにスタートコマンドも行っている。
2017年以降はセレモニーなどでの国歌歌唱を行う歌手ジム・コーネリソンが行っている。

### スタートコマンド
レース開始前のエンジン始動の号令（スタートコマンド）「Ladies and gentlemen, start your engines!」は、代々インディアナポリス・モーター・スピードウェイにゆかりのある人物が行ってきた。
もともとはIMSのオーナーだったトニー・ハルマンがアナウンスを行っていたが、トニーは1977年に死去。翌1978年からはトニーの妻のメアリー・フェンドリッチ・ハルマンが行うようになった（1982年のみ、インディアナポリス・モーター・スピードウェイの場内放送アナウンサーだったトム・カーネギーが行っている）。そのメアリーが1998年4月に死去すると、1998年から2015年までトニーとメアリーの娘のマリ・ハルマン・ジョージが引き継いだ。2016年はマリが嫁いだハルマン・ジョージ家の家族一同で行い、2017年から2019年まではマリの息子のトニー・ジョージが行った。2020年からは、新たにIMSのオーナーとなったロジャー・ペンスキーが行っている。
かつてはレースに参加するドライバーは男性ばかりだったので、スタートコマンドは「Gentlemen, start your engines!（紳士諸君、エンジンを始動しなさい）」だったが、女性ドライバーが参加するようになり、「A(One) lady and gentlemen, start your engines!（淑女と紳士諸君～）」と改められ、女性が複数人参加した際にはさらに複数形に改められ、「Ladies and gentlemen, start your engines!」となる。2017年と2018年、性別に関係なく使用できる「Drivers, start your engines!」というスタートコマンドが使われた。2019年は「Lady and gentlemen, start your engines!」に戻されたが、これはトニ・ジョージ最後のコマンドとなった。ペンスキーが行うようになった2020年以降は「Drivers, start your engines!」というスタートコマンドが使われている。

### 優勝者にはキルトが贈られる
1976年以降、優勝者には手作りのキルトが贈られている。これは、地元のキルターであり、自らも元女性レーサーであったジャネッタ・ホールダーが手作りしたもの。レースをこよなく愛するホールダーは、レーサーのサインを集めて刺繍（ししゅう）したオリジナルのアップリケキルトを毎年作り、優勝者に贈っている。そのため彼女は「キルト・レディ」として、レーサーや関係者に親しまれている。
そのうちの1人で、数回の優勝経験をもつボビー・アンサーはヘンリー・フォード・博物館（ミシガン州ディアボーン）にキルトを寄贈した。また、アル・アンサーは自ら設立したアンサー・レーシング博物館（ニューメキシコ州アルバカーキー）に授与されたキルトを飾っている。

### チャンピオンリング
他の多くのアメリカンスポーツ同様に、本レースでも優勝者にはチャンピオンリングが授与される。リングの製作は1983年から2016年までは同じインディアナポリスを本拠とする「Herff Jones」が担当していたが、2017年よりミネソタ州の「Jostens」に変更された。なおJostensは、他にもピットストップチャレンジの勝者等に渡されるリングや、主催者が同じNASCARのブリックヤード400のチャンピオンリングなどの製作も担当する。

### 優勝者の超過密日程
優勝者は名誉と共に超過密日程をこなす責務を負うこととなる。レース翌日は午前9時から行われる3時間の撮影会の後に優勝者記者会見、午後は5時間に渡って行われるセレモニーイベント「インディ500ビクトリー・バンケット」に出席し、それが終わると休む間もなく1000km以上離れたニューヨークへ移動し、僅かな仮眠の後に翌朝はFOX5ニューヨークの「グッデイ・ニューヨーク」とCNBCの「スクワークボックス」に出演、その後はナスダックへ向かい午前9:30の取引開始のベルを鳴らす。更にこの後にはエンパイア・ステート・ビルでメディア向け撮影会をこなした後様々なテレビ・ラジオに出演、その後は約3000km離れたテキサス州アーリントンへ移動しアメリカを象徴するスポーツチーム・NFLダラス・カウボーイズを表敬訪問し、ここでも数多くの取材をこなす。さらに2012年から2019年および2022年以降はそのまま週末にレースが行われるデトロイトに移動してレースに備えなければならない。